# Chinese huppelmuis
De Chinese huppelmuis (Eozapus setchuanus)  is een zoogdier uit de familie van de slingermuizen (Zapodidae). De wetenschappelijke naam van de soort werd voor het eerst geldig gepubliceerd door Pousargues in 1896.

## Voorkomen
De soort komt voor in China.